# RNF183
RNF183‏ (Ring finger protein 183) هوَ بروتين يُشَفر بواسطة جين RNF183 في الإنسان.